# Hans Konrad Sonderegger
Hans Konrad Sonderegger (Heiden, 10 oktober 1891 - Scuol, 3 september 1944) was een Zwitserse politicus voor de Zwitserse Vrije Economie-Beweging uit het kanton Appenzell Ausserrhoden. Hij zetelde van 1934 tot 1935 in de Kantonsraad en van 1939 tot 1943 in de Nationale Raad.

## Biografie

### Opleiding en vroege carrière
Hans Konrad Sonderegger studeerde theologie in Bazel, Zürich en Marburg tussen 1911 en 1916 en vervolgens rechten en politieke wetenschappen in Zürich en Bern van 1920 tot 1923. In 1923 behaalde hij een doctoraat in de rechten.
Van 1924 tot 1927 was hij in Teufen en later in zijn geboorteplaats Heiden werkzaam als advocaat. Hij was tevens journalist voor verschillende bladen, waaronder de Beobachter en de Neue Bündner Zeitung, om vervolgens in 1936 zijn eigen krant op te richten, Der Demokrat, die zou uitgroeien tot de op een na grootste krant van Appenzell Ausserrhoden.

### Kantonnale politiek
Van 1926 tot 1927 was hij lid van de het gemeentebestuur van Teufen en van 1937 tot zijn dood in 1944 van Heiden. Tussen 1929 en 1932 was hij tevens kantonnaal rechter, om nadien van 1933 tot zijn dood lid te worden van de Kantonsraad van Appenzell Ausserrhoden, het kantonnaal parlement.

### Federale politiek
Ook op het federale niveau was hij politiek actief. Zo was hij van 1934 tot 1935 het lid van de Kantonsraad voor Appenzell Ausserrhoden en zetelde hij van de parlementsverkiezingen van 1939 tot die van 1943 in de Nationale Raad voor Basel-Landschaft.
Hans Konrad Sonderegger leunde vanaf 1920 nauw aan bij de economische ideeën van Silvio Gesell als oplossing voor de economische crisis in die tijd. In 1931 lid van de Zwitserse Vrije Economie-Beweging (Freiwirtschaftsbund), een beweging gebaseerd op de ideeën van Gesel. Sonderegger werd al snel het kopstuk van deze beweging, wat hem ook een van de meest controversiële politici maakte in de jaren 1930 en 1940.
In 1943 zouden onenigheden binnen de Zwitserse Vrije Economie-Beweging leiden tot het lekken van privébrieven van Sonderegger uit de zomer van 1940, aan het begin van de Tweede Wereldoorlog en net na de inval van de Duitsers in Frankrijk, waarin hij pleitte voor de instelling van een nieuwe Bondsraad en een bondgenootschap met de aanliggende asmogendheden (nazi-Duitsland en het facistische Italië). De door de liberalen opgestarte lastercampagne die hierdoor losbarstte, maakte in 1943 een einde aan de politieke carrière van Sonderegger en verzwakte zijn gezondheid. Een jaar later zou hij overlijden.